# Medalha Innis-Gérin
A Medalha Innis-Gérin, instituída em 1966, é uma distinção concedida pela Sociedade Real do Canadá  para uma obra que contribua de maneira significativa nas  ciências sociais , incluindo geografia humana e  psicologia social.
A concessão foi nomeada em homenagem ao historiador de economia Harold A. Innis (1894-1952) e ao sociólogo  Léon Gérin (1863-1951), que foram Presidentes da Sociedade  em 1946 - 1947  e  1933 -1934 respectivamente.
A distinção, uma medalha de bronze,  é conferida a cada dois anos quando houver um candidato que preencha os requisitos. 

## Laureados[1]
- 1967 - W. A. Mackintosh
- 1968 - Esdras Minville
- 1969 - Alexander Brady
- 1971 - Jacques Henripin
- 1973 - Jean-Charles Falardeau
- 1975 - Noël Mailloux
- 1977 - Harry Johnson
- 1979 - Marc-Adélard Tremblay
- 1981 - Gordon Skilling
- 1983 - Malcolm Urquhart
- 1985 - Bruce Graham Trigger
- 1987 - Anthony Scott
- 1989 - Albert Faucher
- 1991 - Thérèse Gouin-Décarie
- 1995 - Albert Legault
- 1997 - Norman Endler
- 1999 - Rodolphe De Koninck
- 2001 - Byron Rourke
- 2003 - Richard Tremblay
- 2007 - Gilbert Laporte
- 2011 - Georges Dionne
- 2014 - anine Brodie e John McGarry